# WE'LL BE TOGETHER
「WE'LL BE TOGETHER」（ウィル・ビー・トゥギャザー）は、荻野目洋子の39枚目のシングル。1999年6月23日にビクターエンタテインメントよりリリースされた。

## 解説
- 日本テレビ系『知ってるつもり?!』テーマソング。
- 荻野目洋子自身の作詞曲で、A面曲では初となる。
- ジャケット写真の撮影は舞山秀一が担当。 この曲のPV（Short Versionのみ存在する）ではモーフィング手法が用いられており、舞山が撮影した写真が使用されている。
- c/wの「太陽の季節」は郵政省 翌朝10時郵便CMソング。

## 収録曲
1. WE'LL BE TOGETHER
  - 作詞：荻野目洋子 / 作曲：Steve Barakatt / 編曲：葉山拓亮
2. 太陽の季節
  - 作詞：荻野目洋子・T2ya / 作曲：T2ya / 編曲：河辺健宏
3. WE'LL BE TOGETHER (original back track)
4. 太陽の季節 (original back track)